# Xylotrechus subcarinatus
Xylotrechus subcarinatus là một loài bọ cánh cứng trong họ Cerambycidae.